# 辰巳怜子
辰巳 怜子（たつみ りょうこ、1984年6月29日 - ）は、日本の元女子サッカー選手。ポジションはディフェンダー。

## 来歴
神村学園高校に所属していた2002年7月、カナダで行われる2002 FIFA U-19女子世界選手権に臨むU-19日本代表に選出された。グループステージ2試合目の開催国・カナダ代表との試合に先発出場したが、この1試合の出場にとどまった。

## 代表歴
- U-19日本代表
  - 2002 FIFA U-19女子世界選手権; ベスト8（1試合出場）